# Hairuddin Omar
Hairuddin bin Omar (Terengganu, 29 settembre 1979) è un ex calciatore malese, di ruolo attaccante.

## Carriera

### Club
Ha cominciato a giocare al Terengganu. Nel 2003 è stato acquistato dal Pahang. Nel 2009, dopo una breve esperienza al PBDKT T-Team, è passato al Negeri Sembilan. Nel 2010 si è trasferito al Kelantan. Nel 2011 è tornato al Negeri Sembilan. Nel 2012 si è trasferito all'ATM. Nel 2015 è stato acquistato dal Terengganu, con cui ha concluso la propria carriera nel 2016.

### Nazionale
Ha debuttato in Nazionale nel 2000. Ha partecipato, con la Nazionale, alla Coppa d'Asia 2007. Ha collezionato in totale, con la maglia della Nazionale, 47 presenze e 12 reti.